# 公認会計士
公認会計士（、英: certified public accountant、略称:CPA）とは、会計・監査・税務・コンサルティングの専門家である。各国の制度によってその業務の範囲と比重は異なるが、共通して会計監査（財務諸表監査）を独占業務としている。そのほかに経理業務やコンサルティング業務、税務業務も行う。
公認会計士の主な業務である財務諸表監査は、財務情報が適正に表示されているかどうかについて、独立した立場から意見を表明するものである。これは、上場会社などの社会的に影響力の大きい会社に義務付けられている。その意義は、虚偽の財務情報によって投資者や債権者などの利害関係者が損害を被ることを防ぐことにある。財務諸表監査が行われないとすると、証券市場を投資家が信認することができなくなり、経済の活性化が阻害される。その意味で財務諸表監査は経済の発展に資しており、公認会計士制度は重要な経済インフラであると言える。こうした公認会計士の役割はしばしば「資本市場の番人」と呼ばれる。
財務諸表監査を行う公認会計士は比較的大規模な会計事務所（4大会計事務所や4大監査法人など）に所属して活動する。また最近では会計に関する助言、立案および経営戦略の提案などのコンサルティング業務が公認会計士の業務として重要になってきている。最高財務責任者や最高経営責任者などの経営者の職に就くものもいる。
日本における三大難関国家試験の内の一つとして位置づけられる。
日本の公認会計士制度については公認会計士 (日本)を参照。

## 起源
公認会計士制度を完成させたのはイギリスである。以前の簿記は基本的に現金主義であくまで現金や債務債権および在庫の記録のみに終始した。ところが産業革命に伴う資本投資および在庫の拡大、さらには金融業の発達に伴う貸借の複雑化などから発生主義会計が重視されるようになり、減価償却などそれまでの簿記に含まれていなかった概念が登場し、会計処理の需要が急増した。当初は専門職として成立していなかったが、19世紀に至ると会計士が専門の組合「会計士協会」を形成する。1853年にスコットランドのエディンバラで成立したエディンバラ会計士協会は1854年10月23日に国王より勅許（Royal Charter）を受け、ここに世界最初の公認会計士が誕生した。
さらに、株式会社が資本主義において重要な位置を占めるようになると、会社の経営陣と所有者（株主）の分離がおこり、企業の株（および債券）が有価証券として市場で取引されるようになる。結果としてこれまでは内部資料に過ぎなかった企業の会計資料がこれらの有価証券の公正な価格の基準として公共性を帯びるようになる。前述のエディンバラ会計士協会の会員であるウィリアム・クィルター（William Quilter, 1808年 - 1888年）は、株主が監査を行うことを不適当であるとし、「監査の独立性」を強く主張する。その後、イギリスでは株式市場に上場する企業の財務諸表に関する適正性を証明する監査業務に関しては公認会計士に独占的業務権が法的に与えられる。

## 業務の概要
公認会計士は、財務書類の監査や証明(保証業務)を主な業務としている。業務の性質上、監査対象からの独立性を確保することが求められており、監査・証明業務と一部の業務の同時提供は禁じられている。
公認会計士の業務は、監査、経理、財務、コンサルティングに大まかに分別される。日本では、税務業務に関しては税理士の独占業務となっているため、税理士登録して税理士となることによりはじめて行うことが可能となる。また最近ではこれに金融とIT関連業務が付加されている。
公認会計士になるためには監査事務所に見習いとして就職し資格試験を合格して監査人としての業務を行うことが典型的であった。しかし最近は監査業務の延長としてのコンサルティング業が会計士の業務に大きな割合を占めるようになってきた。実際に世界四大会計事務所の業務収入の内訳を見てみると監査収入が三分の一ほどで残りの三分の二は企業相手のコンサルティングから得られている。このことを反映して海外、特に英米での公認会計士の最終試験の内容も大いに変わってきている。
例えば米国では会計士事務所よりはむしろ大企業や政府に所属して会計・財務・経営計画などの中核メンバーとして働いている者の方が多い。概算で4割は会計事務所で監査業務等に従事、6割は事業会社や官公庁の経営職として最高財務責任者さらには最高経営責任者といったポストに就く。イギリスの公認会計士の最終試験は例外なくケーススタディ（実際におこりうる経営問題の解決）である。試験の一月前に架空の会社の資料を渡され、試験の開始直前に与えられる経営問題に対して会計学および経営学を駆使して回答するという内容である。経営問題は、企業買収、新市場に参入、節税対策など多岐に及ぶ。（例）英米の会計士団体は公認会計士の資格をMBAの上位資格として位置付けようとしている。
日本においては、公認会計士は監査の業務に集中する。これは日本では公認会計士の資格の保持者が極端に少ないことと、会計士と別の税理士の資格が存在すること。さらに監査以外の業務で公認会計士が収入を得ることは外部監査の独立性が損なわれる可能性があるため法律で制限されているなどの事情による。また日本においては、公認会計士よりも基礎となる簿記の資格を企業の社員が収得して、他の業務を行う場合が多い。日本国外、特に欧米では監査法人で多数の企業の会計を扱ったあと、民間企業に経理、税務、あるいは財務担当の専門職に天下る、あるいは投資銀行などの金融機関で企業査定の専門家として転職する、コンサルティング会社に就職するなど多彩なキャリアが存在する。日本国外の公認会計士の資格は日本の公認会計士の資格と簿記の資格の中間にあると認識するとその業務内容の多彩さが理解しやすい。

### 会計士補
日本において、2005年までは公認会計士試験合格者に「会計士補」という資格が与えられていたが、2006年1月1日に施行された改正公認会計士法により、2006年度以降は会計士補の制度は廃止された。ただし、改正法附則の規定により、公認会計士法改正前から会計士補であるものについては、公認会計士の補佐を行うことのほか、会計士補として独立して公認会計士法第2条第2項の業務を行うことができる。また、税理士登録が認められるものは公認会計士であることから、他で税理士登録要件を満たしていない限り、会計士補は税理士業務を行うことはできない。現在は、公認会計士試験に合格した者のうち、公認会計士となる資格要件を満たしていない者は「公認会計士試験試験合格者」と呼称される。

## 業務領域の例

### 監査
監査・証明業務ともよばれる。この場合はAudit&Assuranceと英語で表記され、監査と（会計）証明業務という関連する二つの業務を指す。監査（かんさ、auditまたはauditing）とは、ある事象・対象に関して、一定の規準に照らして証拠を収集し、その証拠に基づいて何らかの評価を行い、評価結果を利害関係者に伝達すること。これが会計学においては財務会計の基準にてらして行われる監査証明業務と、管理会計の基準にてらしておこなわれる業務監査（内部監査）に分かれる。会計証明業務とは、他人の求めに応じ報酬を得て、特定の基準に沿って財務書類の監査および証明を行うことである。ほとんどの国でこの業務は公認会計士が行わなければならないと法律で定められているだけでなく、株式市場に上場している企業においては公認会計士による会計監査を受けることが法律で義務付けられている。また日本の公認会計士は、独占業務として財務書類の監査・証明業務（通称1項業務）を行える。
一方の業務監査とは「組織体の経営目標の効果的な達成に役立つことを目的として、合法性と合理性の観点から公正かつ独立の立場で、経営諸活動の遂行状況を検討・評価し、これに基づいて意見を述べ、助言・勧告を行う監査業務、および特定の経営諸活動の支援を行う診断業務」がその本質とされるものである。この中で一般の会社員に最も身近なものは社内での不正・背任行為に関する調査である。証券業においては末端の社員が数百億円の資金を毎日動かすことができるため、業務監査を怠った企業が数千億円の損失をかぶるなどして倒産するなどのことが時折おこる。またコンプライアンスを徹底し不祥事を防ぐなどその役割がある。日本では業務監査は社内の人員が行うが日本国外では業務監査を会計事務所などの第三者に委託して客観性を高める場合もある。
監査・証明業務は公認会計士のキャリアの基礎となる業務である。公認会計士の卵はたいてい大規模な会計事務所に勤務して、監査証明業務を行うのが普通である。この場合、最終的には監査法人の従業員から社員（パートナー）になることをキャリアとして目指す。業務内容としては、どの業界の企業の監査を行うのか、さらに監査対象の企業の規模によって異なる。東証一部上場企業でも、日本国内で活動するだけの企業と多国籍企業の監査は規模に大いに違いが出る。
監査法人の社員になると、単に監査を指揮するだけでなく、監査契約獲得の営業が大きな部分を占めてくる。かつては営業能力の有無が社員の出世の分け目となることもあった。近年、このような監査営業によって監査法人の独立性が損なわれているのではないかとの批判がなされており、受注審査などの品質管理が強化されるようになった。これにより、社員としての営業能力の有無はかつてほど重要視されなくなったと言われている。
公認会計士は監査だけでなく経営全般に関する深い見識を顧客に示すことが要求される。

### 経理
会計学においては財務会計と対をなす管理会計を基礎とする。経営工学にも通じ、主として、会計情報を経営管理者の意思決定や組織内部の業績測定・業績評価に役立てることを目的としている。また予算の編成にも大いに関る。欧米では工学技師や情報技師、あるいは企業で財務や営業部門で経験をつんだものが、キャリアアップの一環として会計士（あるいは簿記）の資格を取得した場合はその後、管理職に再就職する場合が多い。また雇用側の企業が簿記あるいは会計士の資格を社員にとらせる場合もある。
また海外では管理会計に特化した公認会計士の資格も存在する。代表的なのが
Society of Management Accountants of Canada（カナダ）
Chartered Institute of Management Accountants（英国）
Institute of Certified Management Accountants（オーストラリア）
で勅許管理会計士（Chartered Management Accountant）あるいは公認管理会計士（Certified Management Accountant）と呼ばれている。これらの会計資格でも監査権限を有する。海外の軍隊の経理将校などはこの資格を有することが多い。
日本でも、公認会計士の下位資格として、監査権限を持たない「企業財務会計士」の制度を導入することが検討されたことがある。これは、2000年代後半に公認会計士試験合格者を3,000人台に増加した結果、監査法人に就職できない待機合格者問題が深刻化したため、当時の民主党政権下において考案されたものである。この制度は当時野党であった自民党・公明党の反発により導入が見送られ、公認会計士の待機合格者問題が解消された現在においてはこれに類する資格制度を新設する議論は立ち消えとなった。

### 税務
それぞれの国の税法に基づいて税務代理、税務書類の作成および、税務にかかわる相談にのる。これは法律に関する知識が相当量要求される。また弁護士などと競合する分野で、多国籍企業の税務は会計士として一番複雑で難しい部門であるとされる。また日本では会計士と弁護士の資格収得が極端に難しいのであまり考えられないことだが、欧米では、公認会計士としての資格を取得したあと弁護士の資格を取得して、税務に特化するというキャリアも存在する。オーストラリアでは商学士と法学士の両方を四年で取れる学科も存在する。また独占業務としての税理士が存在するのは日本、ドイツ、オーストリア、中国と韓国だけであるが他の国でも税理士協会は存在する。例えばイギリスではChartered Institute of Taxation（勅許税理協会）が存在する。この協会の制定する試験に合格し一定期間の業務経験をつめば税理士（CharteredTaxAdvisor）となる。ただし日本などと違い税務に関する独占業務権を持たない。しかし税務は複雑な業務であるため企業や監査事務所の税務部門および国税庁の官僚は大抵この資格を有する。

### 財務
キャリアとして、監査法人で働いたのち一般企業の財務担当者に転籍するか、企業の経理あるいは財務部に就職したあと、簿記や会計の資格を段階的に合格して公認会計士となった暁に、条件がさらによい職場に転職する場合とがある。転職で、特に政府関連企業先の財務部に監査担当として就職した場合は、高収入が得られるキャリアとして知られている。また、一般企業において財務部に配属された場合は何らかの簿記・会計士の資格取得のために専門学校での学費の手当がある。近年、多額の負債を隠蔽して倒産されたエンロンの財務部門では監査法人であったアーサー・アンダーセン（Arthur Andersen）から天下りしてきた会計士が元のアーサー・アンダーセンの監査士の相対として働いていた。
このような悪例があるにしても、監査法人の業務によって得られる税務・金融に関する知識は多大であるため、例えば、イギリスの上場企業のCFO（最高財務責任者）のほとんど全員が公認会計士の資格を有する。上場企業では会計士の資格がこの部門では管理職への出世の最低条件である場合がほとんどである。
アメリカにおいては、過去二十年間に、会計士の資格を有さない、MBA保持者がCFOになることがしばしば見られた。しかしこれが最近のアメリカ実業界で起こった一連の会計スキャンダルおよび企業倒産の一因ではないかとの批判がおこる。前述のエンロンの場合、企業格付けが高かった絶頂期には簡単に融資が受けられたため財務がおろそかにされ、不正が発覚した後に前任の財務担当者が首になり新しい財務担当者が就任したときはどれだけの債務がどの日に支払期限になるのかも正確に把握していないようなお粗末な内容であった。
これを受けて、「上場企業会計改革および投資家保護法」（Public Company Accounting Reform and Investor Protection Act of 2002：サーベンス・オクスリー法、企業改革法、SOX法）において財務責任者の最低一人は会計士の資格を有してなければならないと定められた。このため、将来的にはアメリカでもCFOは会計士の資格を有するものが占めるようになるであろうと予測されている。

### 金融
金融は財務と裏表の関係であり、企業の財務担当者として就職する代わりに投資銀行などの企業で投資先の査定などを専門とする業務に就職する。この場合、会計士の資格取得後にChartered Financial Analyst（米国）やCertified International Investment Analyst（欧州）などの証券アナリストの専門資格を取得する。また金融関連の会社ではCFOを経験したのちにCEOに出世するなどのキャリアも存在する。

### 情報技術（IT）
会計（Account）とは英語で計算（書）あるいは 勘定（書）という意味であることからもわかるように、もともとから企業情報の明細・分別が基礎にあり、このことから会計士は端は明細書から有価証券報告書まで企業の書類（情報）の把握と分類に業務の性質上から深く関っている。このことから会計士の業務としての経理業務の延長としての情報管理業務が存在する。
この業務の誕生はIT産業の発生とほぼ同時期のおこりその起源も意外と古い。世界のコンサルティング会社の大手であるアクセンチュア（Accenture）も元々は世界5大会計事務所（Big 5）の一つであったアーサー・アンダーセン（Arthur Andersen）の分社であり、アクセンチュアの起源はアーサー・アンダーセンの顧客であったゼネラル・エレクトリックが1953年に自動給与支払機の導入についての採算性の調査を依頼したことにある。この調査の結果、UNIVAC Iの導入が決定され、その後の、GEの自動給与支払機の導入プロジェクトを指揮したのがアーサー・アンダーセンの一員であったJoe Glickaufで、アメリカで最初の企業用電算機の導入を成し遂げる。後にGEの会社運営全般のIT化を指揮し、Joe GlickaufはITコンサルティングの父と呼ばれている。監査会社を起源とするコンサルティング会社（他BearingPoint社など）がIT関連の企業コンサルティングの分野で目立つのもこのためである。欧米においては企業の情報管理システムの機能の設定と構築は会計士が行い、そのプログラミングを情報技師に委託するなどの場合がある。日本でもシステムエンジニアが顧客の企業側と交渉を行う場合の相方は経理部門の人間であることが多い。また欧米の学位では情報工学の学部生が単位の半分を会計学部の学科から取り、その後で企業ITの専門家（システムエンジニア）として銀行やコンサルティング会社などに就職するなどの例がある。

### コンサルティング業務
会計士は監査業務に携わる関係で膨大な数の企業の経営・財務に関係するだけでなく、管理会計の知識により経理・財務・企業法務にも精通しているため、当然にコンサルティングが副業となる。日本においては公認会計士の名称を用いて、他人の求めに応じ報酬を得て、財務書類の調製をし、財務に関する調査若しくは立案をし、又は財務に関する相談に応ずることができる。これは公認会計士法の二項に基づいているので通称で2項業務と呼ばれている。但し、自己監査は監査に非ずの法諺のとおり、他の法律においてその業務を行うことについて様々な制限が設けられている。
1990年代には世界五大会計事務所における利益の半分がコンサルティング業務から得られるという状態になり特にアメリカでは、監査が監査対象企業のコンサルティング業務の副業のような状態になり監査法人の独立性が著しく損なわれたと指摘されている。2000年代初頭に起こった一連の会計不祥事の後は監査会社のコンサルティング部門は別会社として分化されている。
ただし、会計士が監査法人でキャリアをつんだ後、別のコンサルティング会社において管理会計などの知識を駆使して財務、経理、金融、経営、ITのコンサルタントとしてのキャリアをつむことは多い。この場合によく見られるのは、会計士の資格とともにIT関連や証券アナリストの資格、MBA（経営学修士）やまれに弁護士の資格を取得することである。この中で特に多いのは会計士とMBAの掛け持ちである。

### その他の業務
英国においては、公開会社 (public company) の書記役 (company secretary) になりうる資格として、英国の弁護士である又は認定されていることや、指定された公認会計士団体や勅許書記士管理士協会の会員であること等が定められており、会計士や弁護士が会社総務の最高責任者になることがまれにある。イギリスにおいては、法務、総務、経理、財務などの業務にすべて専門の国家資格が存在する。
また日本では弁護士にしか許可されていない破産管財人の業務をイギリスやアメリカなどでは会計士が行うことができる。イギリスなどでは破産管財人のほとんどが弁護士でなく公認会計士である。資産の処理償却および破産後の経営再建には弁護士よりも会計士のほうが適役であるからである。

## 諸国の事情
公認会計士に相当する職能資格による監査制度は、証券市場における投資家からの直接金融制度には欠かせない制度であり、多分に共通要素がありながらも、各国における経済諸事象を反映して個々別々に発展している。他方、経済の国際化と情報通信技術の急速な発展に伴い、会計基準と同様に国際的コンバージェンスが課題とされることがある。詳細は、公認会計士制度或いは次に掲げる個々の職能資格を参照されたい。
- 米国公認会計士（CPA）
- 英国勅許会計士（CA）
- 英国勅許公認会計士（CCA）
- 公認会計士 (日本)（CPA）

### 英国
公認会計士制度を完成させたのはイギリスである。産業革命に伴う機械投資で減価償却などそれまでの簿記に含まれていなかった概念が登場し、会計処理の需要が急増した。当初は専門職として成立していなかったが、19世紀後半に至ると会計士が専門の組合「会計士協会」を形成する。1853年にスコットランドのエディンバラで成立したエディンバラ会計士協会は1854年10月23日に国王より勅許（Royal Charter）を受け、Chartered Accountant（勅許会計士）という資格を与えることになった。これによって世界最初の公認会計士が誕生した。英国のイングランドでは1880年にイングランド及びウェールズ勅許会計士協会（ICAEW）が続けて勅許を受ける。
しかし勅許会計士の団体はその設立当時はシティ・オブ・ロンドンの会計事務所などの金融街以外の会計士の入会を拒むなどの排他的な会員制で上場株式会社の監査業務を独占しようとしたために、他の会計士の集団から猛反発をうける。また設立当時は監査に業務を限定したために企業の経理や財務などの業務に関わる会計士の集団が他の団体を作ることになり、これによってイギリスでは（公認）会計士の団体が乱立することになる。初期には地域や業務に特化した会計士の団体が数十存在したが地域団体の統合や会計業務の変化による組織の消滅や統合を繰り返し現在は下記の八つの公認会計士が存在する。
- 勅許会計士（Chartered Accountant）
- 勅許認可会計士（Chartered Certified Accountant）
- 勅許管理会計士（Chartered Management Accountant）
- 勅許公共財務会計士（Chartered Public Finance Accountant）
- 認可公認会計士（Authorised Public Accountants）
- 国際会計士（International Accountant）
- 財務会計士（Incorporated Financial Accountants）
- 公認会計士（Certified Public Accountant）

勅許は王室のお墨付きを意味しこれを受けるということは単なる認可団体以上の存在であることを意味する。それぞれの団体ごとに資格試験、および資格習得に必要な実務経験の内容が異なるが一般に世界最古であるスコットランドの勅許会計士の資格の習得が一番難しいとされている。以前はACA（勅許会計士）だけが勅許の称号を有する会計士団体であり上場企業の監査を法的に独占していた。またロンドンの証券市場が事実上の国際金融の中心であることやイギリスの著名な会計学者が同時に勅許会計士であること、さらには設立が世界最古であることなどもあいまって勅許会計士は世界の会計士の中でも別格にみなされることもある。さらに国際会計基準審議会はもともとACAが中心になってはじめた企画であり現在の会長と副会長は両者ともACAの勅許会計士である。ACA取得に関しては、イギリスの四大会計事務所に勤務し、3年間のトレーニング契約の間に15科目の試験を合格することによってのみ取得可能。3年以内にACAを取得することが監査部門に残ることの条件とされている。
一方でイギリスでは会計業務の執行は原則として自由なので素人でも会計士・師（Accountant）を名乗ることができる。またイギリスの「勅許・認可」会計士制度は法令による単一団体の独占でなくあくまでも特定の基準に達した会計士団体が国あるいは王室から認可あるいは勅許を受けるという制度であるためにそれぞれの会計士団体が自らの勢力と地位を向上させるべく会員数および財界での影響力の拡大を目指すという内情になっている。ただし世界四大会計事務所などでは監査業務はいまだに勅許会計士の資格保持者（あるいはスコットランド勅許会計協会認定の勅許会計士だけ）が独占しており業界内での差別化が存在する。またACAはACAの会員の会計事務所に見習として勤務しているもの以外は資格試験がないという排他的な制度を採っている。
しかし近年はこの寡占状態にも変化が見られる。まずこれまで小規模で乱立していた会計士の団体がACAに対抗するために統合などにより勢力を増したこと。さらにACAの監査の独占を嫌う財界の企業が他の会計士団体にも法的な監査権限を与えることを働きかけたためACAの対抗組織として組まれたロンドン会計士協会 (London Association of Accountants) が1930年に法的な監査権限を獲得。さらに会計業務の多様化および専門化から管理会計や内部監査や税務や公共財務などの新しい専門業務に特化する会計士団体がACAの勅許会計士の会計事務所の副業に食い込んでいる。さらに管理会計協会や公共財務会計士協会も法的な監査資格を習得した後に勅許を獲得している。
特にロンドン会計士協会はイギリスの他地域の勅許会計士以外の会計士団体を吸収する形で拡大、1971年に名称を公認会計士協会（Association of Certified Accountants）に変更。1974年にはイギリス女王より勅許（Royal Charter）を受け協会名をAssociation of Chartered Chertified Account（ACCA）勅許公認会計士協会とあらため勅許公認会計士（Chartered Certified Accountant）という資格を与えることになった。ACCAは元々ACAの排他性に対抗して設立された経緯を反映して資格試験の受験資格も低く大卒以外にも公認会計士になることができる制度を設置している。ACCAで特筆されるのは他の会計士団体は別々の専門業務に特化するという形で監査に特化するACAに対抗したのに対してACCAは逆に業務に特化せずに海外進出による拡大戦略をとったことである。まず会計士の育成制度が整っていない英国連邦の途上国に働きかけ、税務および商法に関する試験を国別に設置するなどしこれらの国でACCAの資格を国内資格として認可されている。その後にEUで専門資格が相互認定されることになるとEU諸国の会計士専門学校でACCAの学科の設立を働きかけ、イギリス以外の国での勅許公認会計士の資格保持者の数を増やすことに成功している。世界の会計基準の統合に伴い、現在では英国連邦国だけでなくヨーロッパ、アフリカ、カリブ諸島国家、カナダ、中国、ベトナムなどの国で法的にその資格が認可されており事実上の公認会計士の国際資格となりつつある。このACCAの興隆に対抗する形で過去に勅許会計士と勅許管理会計士と勅許公共財務会計士の団体の統合が何度か企画されたが過半数の会員の合意がえられずに頓挫している。

## 公認会計士を題材としたテレビドラマ
- 上条麗子の事件推理（2001年～2012年、TBSテレビ）
- 監査法人（2008年6～7月、NHK総合テレビ）
- 女子大生会計士の事件簿（2008年10月～12月、BS-i[注釈 4]）
- 渡る世間は鬼ばかり（最終シリーズ）（2010年10月～、TBSテレビ）